# Leichtathletik-Weltmeisterschaften 2022/Teilnehmer (Bosnien und Herzegowina)
| Gelbes Symbol für Goldmedaillen mit stilisierten Olympischen Ringen | Graues Symbol für Silbermedaillen mit stilisierten Olympischen Ringen | Braundes Symbol für Bronzemedaillen mit stilisierten Olympischen Ringen |
| ------------------------------------------------------------------- | --------------------------------------------------------------------- | ----------------------------------------------------------------------- |
| ––                                                                  | –                                                                     | —                                                                       |

Der Leichtathletikverband von Bosnien und Herzegowina meldete für die Leichtathletik-Weltmeisterschaften 2022 in Oregon einen Sportler.

## Ergebnisse

### Männer

#### Laufdisziplinen
| Athletin           | Disziplin | Vorlauf        | Vorlauf | Halbfinale | Halbfinale | Finale | Finale |
| Athletin           | Disziplin | Zeit           | Platz   | Zeit       | Platz      | Zeit   | Platz  |
| ------------------ | --------- | -------------- | ------- | ---------- | ---------- | ------ | ------ |
| Abedin Mujezinović | 800 m     | 1:46,26 min SB | 18      | DNQ        | DNQ        | -      | -      |